# Dioscorea stipulosa
Dioscorea stipulosa là một loài thực vật có hoa trong họ Dioscoreaceae. Loài này được Uline ex R.Knuth mô tả khoa học đầu tiên năm 1924.